# Frank Soltis

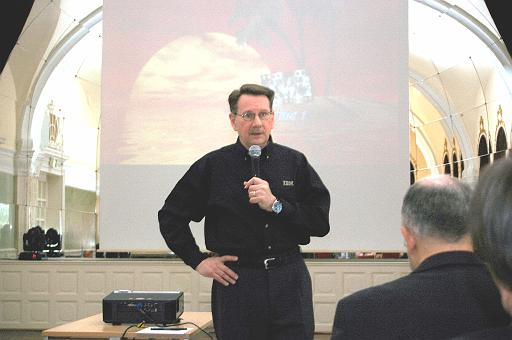
Soltis in 2008

Frank Soltis is een Amerikaans computerwetenschapper die nauw betrokken is geweest bij de ontwikkeling van IBM's E-Server iSeries en de voorgangers daarvan. De door Soltis uitgedachte architectuur werd voor het eerst toegepast in de S/38, en later in de AS/400 computersystemen. De meeste van Soltis' concepten zijn in de huidige generatie servers nog in gebruik, zoals toepassing van de TIMI (Technology Independent Machine Interface), en single level storage. Ook bij de ontwikkeling van de Power-5 processoren, die in de laatste generatie E-Server i5 servers gebruikt wordt, had Soltis een leidende rol.
Naast zijn werk bij IBM was Soltis als docent verbonden aan de universiteit van Minnesota. Op 31 december 2008 ging Soltis met pensioen
Soltis schrijft regelmatig in vakbladen als iSeries News, en heeft diverse publicaties op zijn naam staan over de architectuur van de iSeries server.